# Rohleva, Pazardjik
Rohleva (în bulgară Рохлева) este un sat în comuna Velingrad, regiunea Pazardjik,  Bulgaria. 

## Demografie
Componența etnică a satului Rohleva
     Turci (67,08%)
     Bulgari (9,62%)
     Nicio identificare (23,29%)
     Altele (0%)
La recensământul din 2011, populația satului Rohleva era de 395 locuitori. Din punct de vedere etnic, majoritatea locuitorilor (67,08%) erau turci, cu o minoritate de bulgari (9,62%). Pentru 23,29% din locuitori nu este cunoscută apartenența etnică.